# وار ماشین
وار ماشین (انگلیسی: War Machine؛ زاده ۳۰ نوامبر ۱۹۸۱) یک بازیگر هنرهای رزمی ترکیبی و بازیگر پورنوگرافی اهل ایالات متحده آمریکا است.